# 재뉴어리 존스
재뉴어리 존스(영어: January Jones, 1978년 1월 5일 ~ )는 미국의 배우, 모델이다.

## 출연
- 드론전쟁: 굿 킬 (몰리 이건 역)
- 저스티스 (로라 제라드 역)
- 언노운 (리즈 해리스 역)
- 엑스맨: 퍼스트 클래스 (엠마 프로스트 역)
- 락앤롤보트 (엘레노어 역)
- 우리는 마샬 : 불멸의 팀 (캐롤 도슨 역)
- 멜키아데스 에스트라다의 세번의 장례식 (로 앤 노튼 역)
- 토미 리 존스의 쓰리 베리얼
- 더티 댄싱 : 하바나 나이트 (이브 역)
- 성질 죽이기 (지나 역)
- 아메리칸 파이 3 : 아메리칸 웨딩 (카덴스 역)
- 러브 액츄얼리
- 글래스 하우스 (여자 역)
- 밴디츠 (클레어 역)
- 타부 (엘리자베스 역)

### TV 드라마
| 연도    | 제목              | 원제                  | 배역                   | 비고                                |
| ------- | ----------------- | --------------------- | ---------------------- | ----------------------------------- |
| 2016    | 허프              | Huff                  | 머리사 웰스            | 에피소드 2회분 출연                 |
| 2007-15 | 매드맨            | Mad Men               | 베티 드레이퍼          | 조연                                |
| 2008    | 로앤오더          | Law & Order           | 킴 브로디              | "Quit Claim" 에피소드 출연          |
| 2015-18 | 라스트 맨 온 어스 | The Last Man on Earth | 멀리사 차트레스        | 에피소드 63회분 출연                |
| 2017    | 애니멀스.         | Animals.              | 다이애나 (목소리 출연) | "Roaches" 에피소드 출연             |
| 2017    | 리턴 오브 맥      | Return of the Mac     | 본인                   | "New Kid on the Talk" 에피소드 출연 |
| 2019    | 더 폴리티션       | The Politician        | 리즈베스 슬론          | 에피소드 3회분 출연                 |
| 2020    | 스핀 아웃         | Spinning Out          | 캐럴 베이커            | 주연                                |